# Теорема AF+BG
Теорема AF + BG (известная также как фундаментальная теорема Макса Нётера) — теорема алгебраической геометрии.

## Формулировка
Пусть F, G и H — однородные многочлены трёх переменных, причём наибольший общий делитель многочленов F и G есть константа (другими словами, проективные кривые, задаваемые этими многочленами, имеют конечное количество общих точек на проективной плоскости P2). Для каждой точки P пересечения этих кривых многочлены F и G порождают идеал (F, G)P локального кольца P2 в точке P (это кольцо является кольцом дробей вида n/d, где n и d — многочлены от трёх переменных, причём d(P) ≠ 0). Теорема утверждает, что если H принадлежит идеалу (F, G)P для каждой точки пересечения P, то существуют однородные многочлены A и B степеней deg(H) − deg(F) и deg(H) − deg(G) соответственно, для которых H = AF + BG. Условия теоремы выполняются, в частности, в ситуации, когда кривые [F = 0] и [G = 0] пересекаются трансверсально, а кривая [H = 0] проходит через все их точки пересечения.